# 实践协会
实践协会（羅馬化：Anushilan Samiti），音译阿努什兰·萨米提，是20世纪前25年存在于孟加拉的组织，提倡以革命暴力结束英属印度统治。该组织源自1902年孟加拉地区本地青年团体和体育场馆（Akhra）的聚集。萨米提在东、西孟加拉有两个显著（一定程度上独立）的部分，分别是以达卡（今属孟加拉国）为中心的达卡·阿努什兰·萨米提（Dhaka Anushilan Samiti），以及祖甘塔尔（Jugantar）团体（以加尔各答为中心）。
从奠基到1930年代逐步解体，萨米提通过参与轰炸、暗杀和出于政治动机的暴力等激进的民族主义挑战英国在印度的统治。在其存在期间，萨米提与印度和其他国家的其他革命组织合作。它由民族主义者如師利·奧羅賓多和他的兄弟Barindra Ghosh等领导，并受到孟加拉文学家Bankim和斯瓦米·維韋卡南達提出的印度教夏克提哲学，意大利民族主义和冈仓天心的亞細亞主義等多种哲学的影响。其成立的第一个十年，萨米提参与了多项针对英国利益和其印度行政的引人注意的革命恐怖主义事件，其中包括戈什兄弟领导的刺杀英属印度官员的早期尝试。其后是1912年试图刺杀印度总督，和第一次世界大战期间分别由拉希·比哈里·鲍斯和Jatindranath Mukherjee领导的煽动性阴谋（Sedetious conspiracy）。
该组织在1920年代摆脱了暴力哲学，当时它的一些成员与印度国民大会党和甘地非暴力运动密切联系，但该组织的一部分，特别是萨金德拉·纳·桑亚尔领导下的部分人仍然积极参与革命运动，在印度北部创立了印度斯坦共和协会（Hindustan Republican Association）。来自孟加拉的一些印度国民大会党领导人，特别是苏巴斯·钱德拉·鲍斯，被英国政府指责在这段时间内与该组织有联系并允许该组织接受资助。
该组织的暴力和激进哲学在20世纪30年代复活，当时它参与了卡科里阴谋（Kakori conspiracy），吉大港军械库突袭和其他反对英属印度行政部门及其官员的尝试。
成立后不久，该组织成为大量警察和情报行动的焦点，导致了加尔各答警方特别分支的建立。领导警察和情报行动反对萨米提的警官，有罗伯特·内森爵士、哈罗德·斯图尔特爵士、查尔斯·史蒂文森-穆尔爵士和查尔斯·特加特爵士。第一次世界大战期间，萨米提在孟加拉的活动构成的威胁以及旁遮普邦的Ghadarite起义的威胁，导致1915年印度防卫法案的通过。这些措施包括逮捕、拘留、运输和处决与该组织有关的一些革命分子，这粉碎了东孟加拉分支。战争之后，罗拉特委员会建议延长“印度防务法”（作为 罗拉特法），以阻止孟加拉的萨米提和旁遮普邦的Ghadarite运动的任何可能的复兴。战后，该组织的活动导致1920年代初实施孟加拉刑法修正案，恢复了“印度防卫法”的监禁和拘留权。但是，萨米提逐渐传播到甘地运动。一些成员参加了由苏巴斯·钱德拉·鲍斯领导的印度国民大会党，而另一些成员则更加认同共产主义。祖甘塔尔分支正式解散于1938年。印度独立后，西孟加拉邦部分演变成革命社会党，而东部分支后来演变成现孟加拉国的工农社会党。